# 문재인
문재인(文在寅, 1953년 1월 24일 ~ )은 대한민국의 제19대 대통령이다. 본관은 남평(南平)이며, 노무현과 법무법인 부산에서 변호사로 활동했고, 참여정부의 청와대 민정수석과 대통령비서실장을 거쳐 제19대 국회의원과 더불어민주당 대표를 역임했다.
경희대학교 재학 시절 학생운동을 이끌며 박정희 유신 독재에 항거하다가 1975년 서대문구치소에 투옥됐고 대학에서 제적당했다. 출소 후에는 신체 검사도 받지 않은 상태로 군에 강제 징집되었다. 특전사로 군복무를 마친 후 복학해 다시 학생운동을 이끌며 전두환 군부 독재에 항거하다가 1980년 청량리경찰서에 투옥됐으나, 조영식 경희대 총장의 신원보증 하에 옥중에서 사법시험에 합격하며 석방되었다. 1982년 사법연수원 수료 후 학생운동 전력으로 판사 임용이 거부됐다고 알려졌으며, 부산에서 노무현 변호사와 합동법률사무소를 운영하며 인권변호사로 활동했다.
2002년 대통령 선거운동을 할 때 새천년민주당 노무현 후보의 "선거대책위원장을 맡아달라"는 요청을 거부했다. 2003년에 참여정부의 초대 대통령비서실 민정수석을 역임했다. 2004년 자리에서 물러나 히말라야산맥으로 트래킹을 떠났으나, 도중에 노무현의 탄핵 소추 소식을 듣고 즉시 귀국하여 변호인단의 간사를 맡았다. 2005년 다시 청와대에 들어가 대통령비서실 시민사회수석, 민정수석, 정무특보를 거쳐 참여정부 마지막 대통령비서실장을 지냈다.
2012년 제19대 총선에서 부산 사상구에 출마하여 당선되었다. 동년 대선 출마를 선언했으며 손학규, 김두관, 정세균 등과 겨루어 전국 순회경선 13회 전승을 거두며 민주통합당 제18대 대선 후보로 확정되어 출마하였으나 새누리당의 박근혜 후보에게 패배하였다. 2015년 2월 8일에 새정치민주연합 대표에 선출되었고, 2016년 1월까지 새로 개편된 더불어민주당 대표를 지냈다. 대표직에서 물러난 후 제20대 총선에 출마하지 않았지만, 더불어민주당 소속 후보들을 위해 지원 유세를 다녔다. 2016년 11월 박근혜 대통령 탄핵 국면 시기 상임고문으로 활동했다.
2017년 3월 10일, 박근혜가 대통령직에서 파면되어 조기 대선이 결정되자 대권에 재도전하였고, 이재명, 최성, 안희정과 겨루어 전체 표수의 과반을 얻어 결선투표 없이 2017년 4월 3일 더불어민주당 대선 후보 경선에서 최종 승리하여 더불어민주당 제19대 대선 후보가 되었다. 2017년 5월 9일 치러진 대선에서 41.1%를 득표하여 24%를 득표한 자유한국당 홍준표 후보를 누르고 당선되었으며, 대통령이 파면되어 치러진 궐위선거이기 때문에 중앙선거관리위원회 당선인 결정 시간인 2017년 5월 10일 오전 8시 9분 대통령직 인수위원회를 구성하지 않고 바로 제19대 대통령에 취임했다.
대통령 퇴임 후 2023년 자신의 자택 근처인 경상남도 양산시 하북면 지산리(평산마을1길 17)에 「평산책방」(사업자등록번호 448-70-00490)을 개업하여 대표자로 있다.

## 대통령이 되기 이전

### 출생과 가계
문재인은 1953년 1월 24일 경상남도 거제군 거제면 명진리 694-1번지에서 아버지 문용형(文龍炯)과 어머니 진주 강씨 강한옥 사이에서 2남 3녀 중 장남으로 태어났다.
아버지 문용형은 함경남도 흥남시 운성리 솔안마을 출신으로 함흥농고 졸업 후 일제시대 흥남읍사무소에서 농업계 계장으로 근무했다.
문재인은 충선공 문익점의 23대손이다. 함경도에 뿌리 내린 것은 20대조 문천봉이 조선 태종 9년(1409)에 동북면 별패 첨절제사로 파견되면서 부터다.
솔안마을은 조선 정조 때 6대조부 문조격이 터를 잡았다.
아버지 문용형은 한국 전쟁 발발 후 1950년 12월 23일에 흥남 철수 작전 무렵에 메러디스 빅토리호에 가족과 함께 탑승했다. 거제에 정착한 후 공무원 경력을 제시하며 거제도 포로수용소의 노무자로 일자리를 얻었고 그의 부인은 계란 행상을 했다. 이후 문씨 가족은 부산으로 이사했다. 문재인은 남항국민학교에 다니던 시절, 극심한 가난 때문에 학교 바로 위의 '신선성당'에서 양동이를 들고 줄을 서서 정기적으로 배급을 타먹어야 했다고 말했다. 문재인은 천주교에 입교하고 세례를 받았다.

### 학창 시절
1965년에 남항초등학교를 졸업한 문재인은 경남중학교에 입학했고, 1968년 중학교를 졸업한 후에는 경남고등학교에 수석 입학했다. 고교 시절 초기에는 학내에서 '문과에 문재인, 이과에 승효상'이란 말이 있을 정도로 학업에서 두각을 나타냈지만, 말기에는 극도로 가난한 자신의 처지에 낙망, 술·담배에도 손을 대며 방황을 하다 끝내 대학 입시에 실패하였다. 문재인은 졸업 후 1971년 종로학원 진입 시험에서 일등을 하며 학원비를 면제받고 재수를 시작하였다고 알려진다. 그러나 서울에서 계속 재수 생활을 이어갈 만큼의 형편이 못되었기 때문에, 이후 경희대학교 설립자이자 당시 경희대 총장이었던 조영식이 문재인에게 '4년 전액 장학금'을 약속하며 경희대 입학을 권유하였고, 문재인은 그 권유를 받아들여 1972년 경희대학교 법대에 수석으로 입학하였다고 알려졌으나, 이런 일화의 사실관계가 검증되지 않았다는 의혹도 존재한다. 문재인은 경희대학교 법대 시절 총학생회 총무부장으로서 예비 검속에 걸린 총학생회장을 대신해 집회를 주도하다가 1975년 4월 11일 집회 때 구속되어 서대문구치소에 수감되었고, 그 해 6월 집회 및 시위에 관한 법률 위반으로 징역 8월에 집행유예 1년을 선고받고 대학에서도 제적당했다.

### 군 복무기
출소 후 신체검사를 받지 않은 상태에서 강제로 군에 징집된 문재인은 1975년 8월 육군에 입대하였고 대한민국 39향토보병사단 신병훈련소를 거쳐 육군특수전사령부 예하 제1공수특전여단 제3특전대대 대대본부 작전과에서 복무했다. 문재인은 특수 훈련에서의 우수한 평가 결과로 인해 특전사 복무 중 당시 특전사령관과 공수여단장으로부터 두 차례의 최우수 특전사 표창을 수상하기도 했다.

### 인권변호사 활동
전역 후에는 경희대학교에 복학해 1980년 복학생 대표로 신군부 세력에 항거하다가 5·18 광주 민주화 운동 하루 전에 시행된 5·17 비상계엄 전국확대 조치로 시행 당일 밤 형사들에게 권총이 겨누어진 채로 긴급 체포되었고 바로 청량리경찰서에 수감되었다. 옥중에서 제22회 사법시험에 합격한 후 풀려난 문재인은 사법연수원에 들어갔다. 동기였던 박원순, 고승덕, 조영래 사이에서 1등을 했으나 학생운동 전력 때문에 성적이 차석으로 밀렸다는 이야기가 있지만, 이는 검증되지 않았다는 의혹도 존재한다. 사법연수원에서 연수원 내 최고상인 법무부장관상도 수상했다고 알려졌으나, 희망하던 판사 임용은 이루어지지 않았다.
이후 문재인은 몇몇 로펌의 영입 제의를 거절하고, 고향인 부산으로 내려갔다. 그곳에서 변호사 노무현을 만나 함께 합동법률사무소를 운영하며 인권변호사 생활을 했다. 또한 부산지방변호사회 인권위원장, 부산민주시민협의회 상임위원 등을 역임하였다. 합동 변호사 사무소에서 노무현과 인연을 맺은 것을 계기로 30년 가까이 가장 친한 친구이자 최측근으로 활동했다. 노무현이 정계에 입문하여 청문회 스타가 된 뒤에도 부산변호사협회 인권 위원장을 지내면서 인권 변호사로 일했으며 부산 미국문화원 방화 사건, 동의대학교 사건 등 굵직한 시국사건을 변론했다. 그는 1996년 8월 발생한 페스카마호 사건에서 조선족 선원들의 변호를 맡았다.
1988년에는 김영삼으로부터 노무현, 김광일과 함께 국회의원 영입 제안을 받았지만, 문재인은 3명 중 유일하게 정치입문을 거절했으며, 정계입문을 결심한 노무현과 김광일은 국회의원에 당선되었다. 정계진출을 거절한 문재인은 이 후 1990년대부터 2002년까지 부산 지역에서 인권변호사로 활동하며 여러 시국, 노동 관련 사건들을 맡으며 활발히 활동했다. 1990년에는 '낙동강변 살인사건'으로 불리는 부산 엄궁동 2인조 살인사건의 피고인을 변호하였고 당시 유죄를 선고받았으나, 사건 31년 후인 2021년 검찰의 고문으로 인한 허위자백 사실이 인정되어 피고인 전원이 무죄 선고를 받았다. 이 외에도 동의대학교 사건에서도 변호인단을 꾸려 재판을 진두지휘했으며 2002년에는 1980년 가족 간첩단 사건에 연루되어 15년을 복역하고 출소한 신귀영 씨의 재심에 변호인단으로 참여하기도 했다. 1995년 문재인은 노무현과 함께 운영했던 기존의 합동 사무소를 '법무법인 부산'으로 개칭하고 대표 변호사로 이름을 올렸다.
2002년 노무현이 제16대 대통령 선거에 출마하자 새천년민주당 부산 선대위원장직을 맡아 노무현의 당선에 기여했다. 문재인은 노무현의 당선 이후 변호사 업무에 복귀하려 했으나, 당선 직후 노무현의 민정수석비서관 제의를 받고 "정치하라고 하지 마라, 그리고 민정수석으로 끝내겠다"는 2가지 조건을 내걸고 민정수석비서관직을 수락하였다.

### 참여정부 시절
문재인은 참여정부 초대 대통령비서실 민정수석을 지냈으나, 녹내장과 고혈압 등 건강 악화로 1년 만에 청와대를 떠났다. 그러나 민정수석을 그만두고 네팔 산행 도중 연락이 두절된 상황에서 영자 신문을 통해 노무현 대통령의 탄핵 소식을 듣고 즉시 귀국하여 변호인단을 꾸렸으며, 2005년 다시 청와대에 들어가 대통령비서실 시민사회수석, 민정수석, 정무특보를 거쳐 참여정부 마지막 대통령비서실장을 지냈다.
청와대 안에서 이정호 대통령비서실 시민사회수석, 이호철 대통령비서실 국정상황실장 등과 함께 PK인맥을 대표했는데, '왕수석'으로 불리며 한나라당으로부터 '왕수석인 문재인 수석의 월권과 청와대의 시스템 경시로 인해 국정 원칙이 파괴됐다'는 비난을 받으며 2인자로 주목받기도 했다. 비서실장 시절 이해찬 국무총리가 부적절한 관계에 있는 인사들과 내기 골프를 쳤다는 소식을 듣고 고심하던 노무현 대통령에게 해임을 촉구하기도 했으며, 청와대에서 근무하던 시절 모든 직원에게 존댓말을 쓰는 것으로 유명했고, 자신의 주장을 내세우기보다 다양한 의견을 듣고 상황을 명확하게 정리해내는 업무 스타일을 보였다는 평이 있다. 또한 참여정부 들어 검사장으로 승진한 17명 중 문재인과 이호철 비서관의 경남고등학교 동문은 한 명도 없었는데, 두 사람은 동창회에 얼굴을 비추지도 않았고, 고등학교 동창인 고위 공직자가 문재인의 방에 들렀다가 얼굴도 못 본 채 나온 바가 있으며, 청와대 출입기자단과 식사나 환담 자리도 갖지 않았다고 한다.
2006년 11월 6일 국정자문회의 의원 138명을 보궐할 때 국정자문위원으로 추가 보선되었다. 노무현 전 대통령은 문재인에 대해 "노무현의 친구 문재인이 아니라 문재인의 친구 노무현이다. 내가 알고 있는 최고의 원칙주의자"라고 말했다.
2007년 남북정상회담 당시 문재인은 노무현에게 군사분계선을 도보로 넘어갈 것을 제의하였고, 노무현이 이를 받아들여 방북 당시 노무현은 군사분계선을 도보로 넘어갔다. 군사분계선에서는 별도의 철책선이 없었으므로, 도로에 노란색 페인트로 임시 선을 그렸다. 문재인은 당시 노무현과 함께 남북출입사무소까지 동행한 뒤, 다시 서울로 돌아와 남북정상회담의 진행을 총괄했다.

### 정치 활동

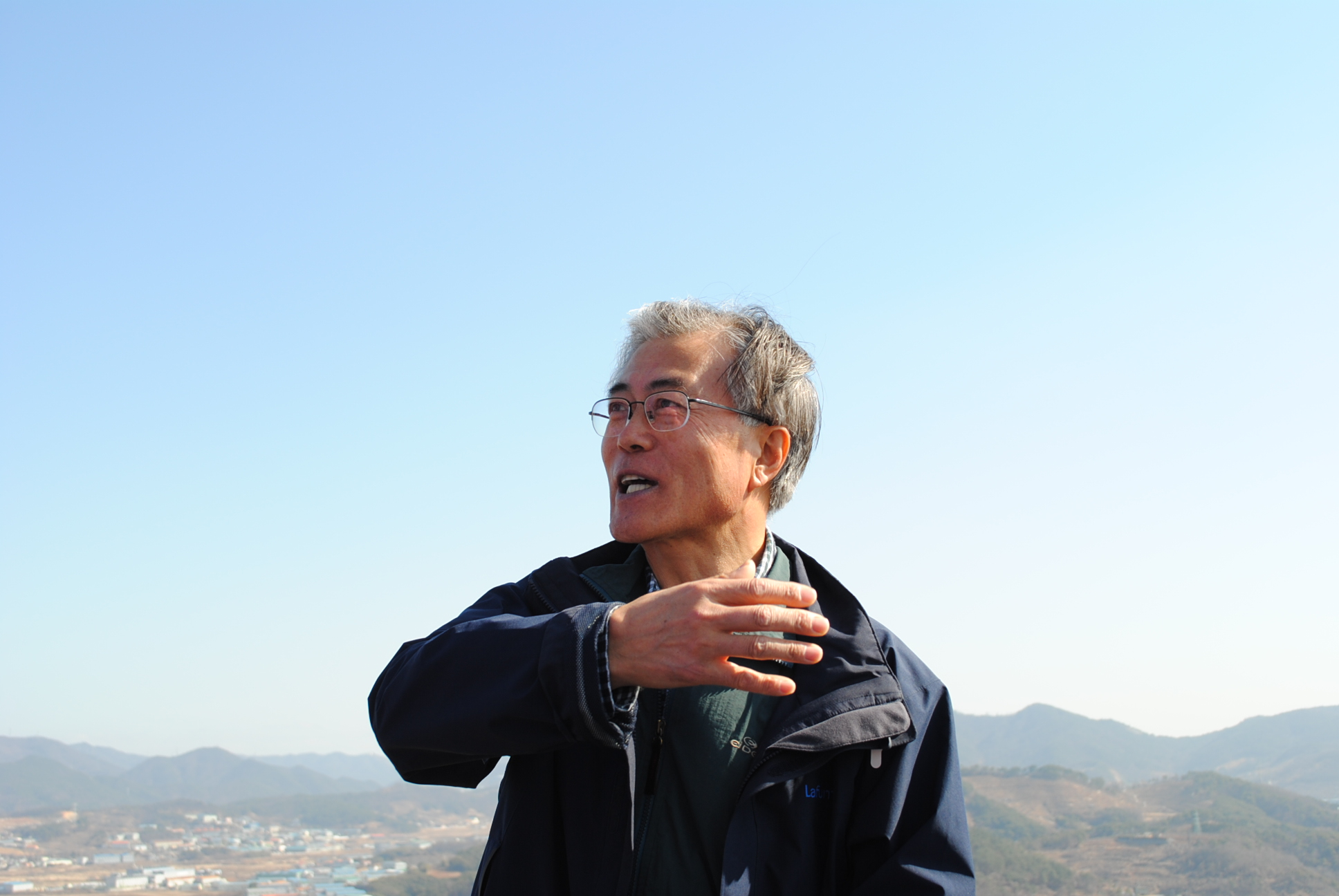
노무현재단 이사장 시절 봉하마을 봉화산에서

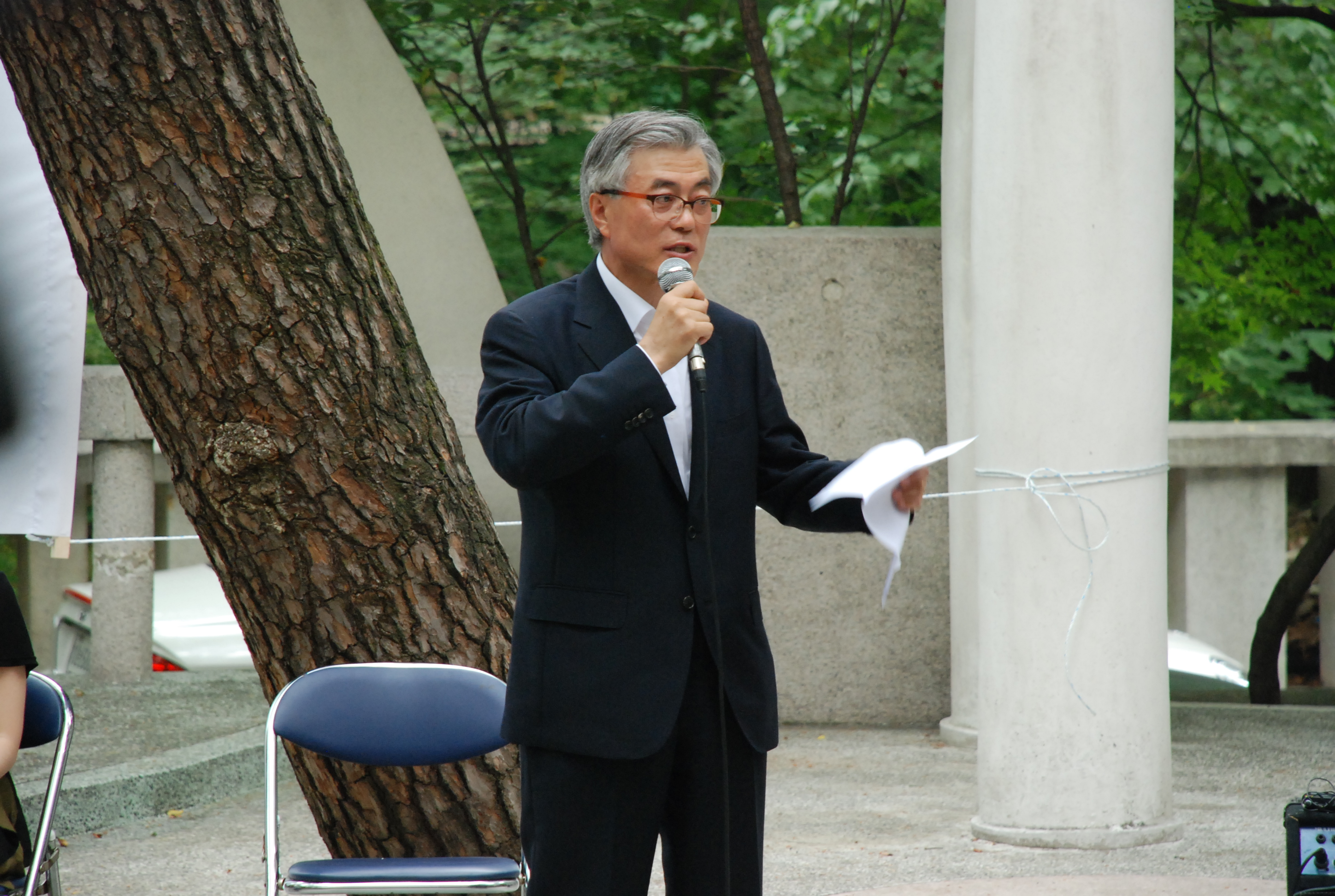
경희대학교에서 연설하는 문재인(2012년)

2008년 참여정부가 끝난 뒤 경남 양산시로 내려가 칩거하였고, 동년 9월부터 자신이 세운 법무법인 부산으로 5년만에 복귀하여 대표 변호사로 취임하였다. 그러나 이듬 해 노무현 전 대통령이 박연차 게이트에 연루되자, 담당 변호사를 맡았으며 노무현의 검찰 출석 당시에도 직접 변호인단으로 조사에 입회하였다. 1달 뒤인 5월 23일 노무현은 결국 서거하였고, 그는 국민장 위원회에서 상주를 맡아 장례절차 전체를 총괄하였다. 서거 이듬 해인 2010년부터 2012년까지 노무현재단의 이사장직을 맡았다. 그후 2011년 8월 신동아 여론 조사에서 '당신이 원하는 국회의원' 부문에서 지지율 1위를 차지했고, 2012년 4월 11일 대한민국 제19대 총선에서 부산 사상구에 출마하여 국회의원에 당선되었다. 이후 민주통합당의 대선 예비주자의 한 사람으로 거론되다가 6월 초 출마를 발표했다.

#### 2012년 제18대 대통령 선거
2012년 6월 17일 서대문 독립공원에서 "보통 사람이 중심 된 정의로운 나라를 만들겠다"라고 대선 출마를 공식 선언했다. 슬로건은 "사람이 먼저다", 캠프명은 "담쟁이 캠프"로 정해졌다. 이후, 8월 25일부터 9월 16일까지 열린 국민참여경선에서 손학규, 김두관, 정세균과 겨루어 전국 순회경선 13회 전승을 거두며 민주통합당의 제18대 대통령 선거 후보로 선출되었다. 그리고 2012년 11월 18일 2기 지도부 총사퇴에 의해 민주통합당의 대표권한대행이 되었다.
유력 대권후보로 떠오른 안철수와 단일화를 추진하였지만, 단일화 과정을 둘러싼 문제로 11월 23일 안철수가 대선 후보직을 사퇴하였다. 진보정의당의 심상정 대선 후보도 후보 등록을 앞두고 문재인 지지를 선언하며 대선 후보직을 사퇴하였다. 또, 상도동계인 김현철, 김덕룡, 문정수의 지지를 받았으며, 대선후보급인 문국현, 박찬종의 지지를 받았다. 또, 보수인사로 알려졌던 윤여준의 찬조연설이 화제가 되기도 했다. 그밖에 김영삼의 측근으로 김대중 비자금 사건을 폭로한 것으로 유명한 강삼재 또한 그에 대한 지지를 선언한다.
문재인은 김대중, 노무현 정부의 6·15 공동선언, 10·4 공동선언에 기초해 대북 포용 정책을 계승, 발전시키겠다고 밝혔다. 또한 외교정책과 관련, 한반도를 둘러싼 주요 관련국가들과 한반도 문제를 함께 논의하겠다는 입장을 보였다.
이후 12월 새누리당 박근혜 후보와 통합진보당 이정희 후보와 함께 토론에 참석했다. 문재인 측은 국가정보원에서 자신을 비방하는 여론조작을 벌인다고 12월 11일 공개하였다. 문재인 측은 그런 활동을 벌인 직원 중 한명을 지목했다. 3차 TV 토론이 끝난 12월 16일 오후 11시 서울지방경찰청은 증거가 발견되지 않았다고 발표했는데, 이러한 경찰의 발표는 뒤에 허위로 밝혀졌다. 이후 2012년 12월 19일 선거에서 탈락 후보 사상 최다이자, 역대 대한민국 대통령 선거의 후보들 중 두 번째로 많은 14,692,632표(48.0%)를 득표했지만 새누리당의 박근혜 후보에게 약 100만 표 차이로 패배하였다. 다음날 문재인은 패배를 승복하는 기자회견을 열었다.

#### 대선 패배 이후

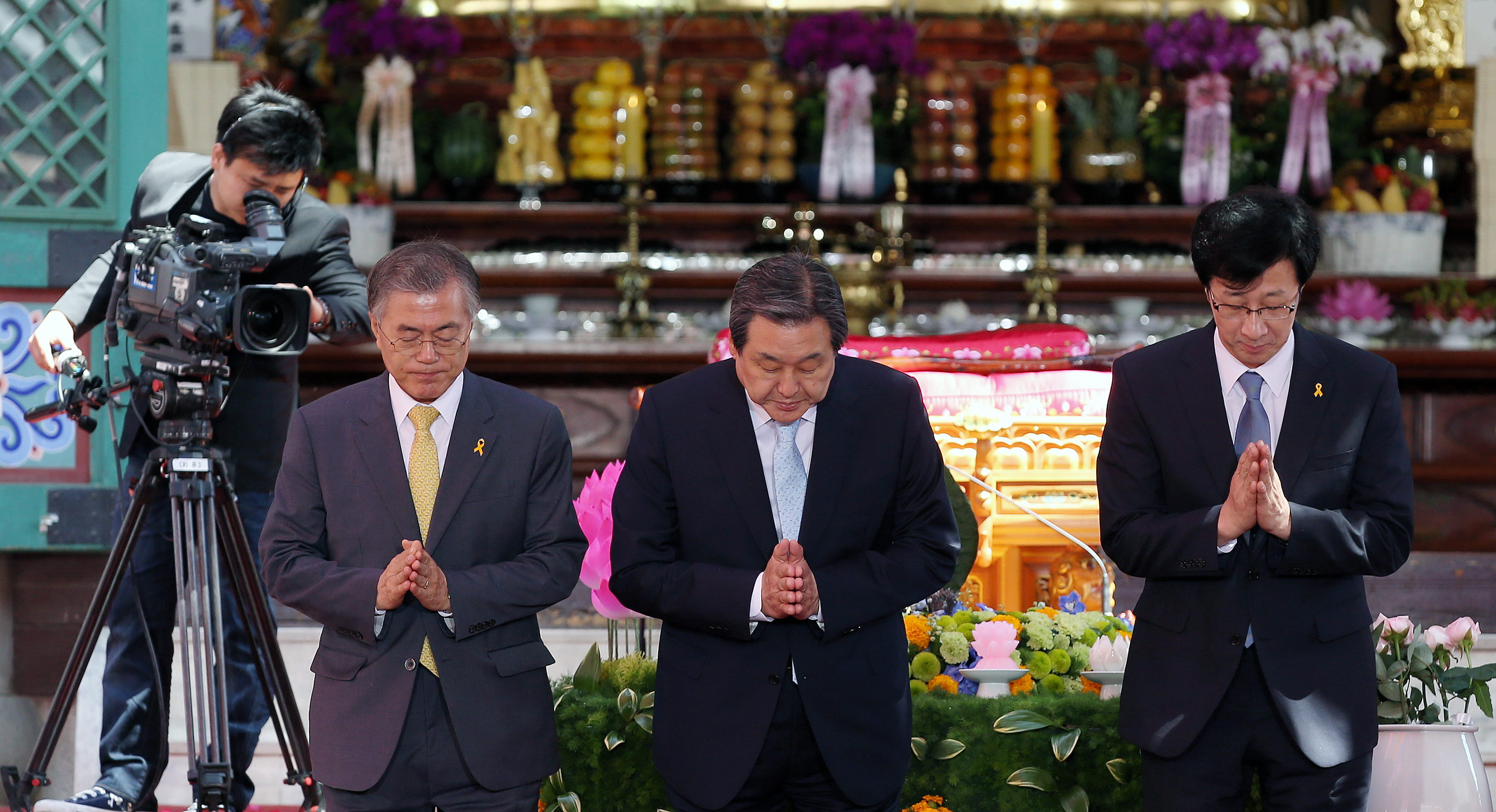
2015년 석가탄신일 기념행사에 참석한 문재인(왼쪽), 김무성(가운데), 천호선(오른쪽)

2013년 4월 9일 발표된 민주통합당의 대선평가보고서에 따르면, 패배의 주원인은 캐릭터 정립 실패로 국민들에게 인상을 남기지 못했다는 판단이다. 또한, 설문조사 결과 당내에서 4번째로 패배의 책임이 크다고 평가되었다.
그러나, 오랫동안 칩거하던 기존의 대선 패배 후보들과는 달리 빠르게 정계에 복귀하며 패배책임을 지고 물러나 있어야하지 않냐는 논란이 일었다. 노무현 대통령 서거 4주기 추도식을 기점으로, 온라인, 오프라인을 통해 현안에 대한 입장도 자주 밝히며 대선 재도전의 가능성을 열어 보였다.
2014년 3월 새로 창당된 새정치민주연합이 지방선거를 앞두고 문재인과 손학규를 공동 선대위원장으로 임명되었다. 29일 경남도지사 후보 김경수와 구동태 목사를 방문한 뒤 "신당이 영남지역에서 정면승부를 해야 한다는 주장에 공감한다"며, "정당공천제 폐지가 통합의 고리"라는 입장을 보였다. 4월 18일 세월호 침몰 사고 당시 사망자 수가 늘어난 것에 대하여 "왜이렇게도 무기력하냐"며 "우리의 수준이 부끄럽다"고 말했다.
6월 15일 새 총리 후보로 문창극이 지명되자 "국민도 불행하고 박근혜 정부에도 불행한 길"이라고 강력히 비판했다. 이튿날 본인의 트위터에 다음과 같은 글을 남겼다.

문창극 총리 후보자 강행은 통합으로 가는 길이 아닙니다. 반쪽 정부를 고집하고 오히려 폭을 더 좁히는, 거꾸로 가는 길입니다. 국민도 불행하고 박근혜 정부에도 불행한 길입니다. … 세월호 이후 이제는 제발 국민통합의 길로 가달라는 민심을 외면하면 안됩니다.— 문재인

17일 "사회적 가치 기본법"을 발의했다. 이는 정부, 지방자치단체, 공기업 등 공공기관이 정책을 수립하고 집행하는 데 있어 이윤과 효율만을 중시할 것이 아니라 인권, 노동권, 안전, 생태, 사회적 약자 배려, 양질의 일자리, 상생 협력 등 "사회적 가치"를 중시하는데 초점을 두고 있다. 또한 대통령 직속의 "사회적 가치 위원회"를 설치하는 것또한 포함하고 있다. 10월 27일에는 신해철의 쾌유를 기원하기도 했다.
12월 19일 통합진보당이 헌재 판결로 해산되자 안타깝다는 반응을 보였으며, "민주주의가 상처를 입었다"고 비판했다. 그러면서 "우리가 민주주의를 하는 이유는 다름을 포용하는 유일한 제도이기 때문"이라고 말했다. 한편 이 무렵 박근혜 대통령의 지지율이 하락하면서, 15.8%가 "다음에는 문재인을 찍겠다"는 반응을 보였다.

#### 당 대표 재임
2014년 12월 29일에는 새정치민주연합의 당권 도전을 선언했다.
그는 당 대표가 되면 2016년에 치러질 차기 총선에 출마하지 않겠다고 하였으며, 출마 선언 이후 약 5개월 만에 박원순 서울시장을 제치고 대선 후보 지지율 1위를 탈환하였다. 이후 2015년 2월 8일 새정치민주연합 제1차 전당대회에서 41.8%를 얻은 박지원 후보를 앞선 45.3%를 얻으며 새정치민주연합 당대표에 당선되었으며, 새정치민주연합이 더불어민주당으로 개편된 후에도 계속 대표를 지냈다.
4월 6일 "국회의원 정수가 부족하다"며, "국민에게는 그렇게 인식되지 않고 있지만, OECD(경제 협력 개발 기구) 주요 국가와 비교하면 (인구수 대비 의원 비율이) 낮다", "국회의원 수를 늘리면 정당명부 비례대표제를 도입할 수 있다"고 말했다. 새정치민주연합 내 일부 의원들 사이에서도 이러한 주장이 제기되었으나, 안철수는 이러한 문재인의 주장을 비판했으며, 새누리당은 그를 비판하는 논평을 냈다. 같은 날 해외자원개발 국정조사의 증인으로 서겠다고 밝혔으며 이명박 전 대통령의 합류를 요구했으나, 새누리당은 이를 "정치 공세"라고 비난했다.
5월 말부터 메르스가 유행하기 시작했고, 6월 4일 박근혜 대통령의 메르스 대처에 대해 "정부의 대응을 보면 세월호 참사 때와 마찬가지로 무능하고 부실하기 짝이 없다"고 비판했다.
연말이 다가오면서 새정치민주연합은 분열조짐을 서서히 보이기 시작했고, 이 무렵 안철수를 필두로 한 "신당 창당설"이 제기되었다. 하지만 문재인은 이에 대해 그런 일은 애초부터 없었다는 반응을 보였으며, 당의 혁신을 위해 노력하겠다는 입장을 밝혔다. 그러나 이후 분열조짐을 보이더니, 결국 12월 13일 안철수의 탈당을 필두로 당은 분열된다. 문재인은 이를 두고 "정말 정치가 싫은 날"이라고 말했으나, "아무리 파도가 높고 바람이 강하게 불어도 총선승리에 이르는 새정치연합의 항해는 멈추지 않을 것"이라며 포기하지는 않을 것임을 선언했다. 하지만 당내의 비판이 계속되는 가운데, 27일 새정치민주연합 소속의원 67명이 문재인에게 "총선에서 공천 권한 일체를 선거대책위원회에 위임할 것"을 요구했다. 다음날 새정치민주연합은 "더불어민주당"으로 개명했는데, 이는 안철수계의 흔적을 지우는 행보라는 평을 받는다.
2016년 1월 19일 기자회견을 열고 더불어민주당 당대표를 사퇴한다고 말했으며, 이에 김종인은 "그러리라 믿어요", "시기의 문제일 뿐"이라고 주장했다.

#### 당 상임고문 시절

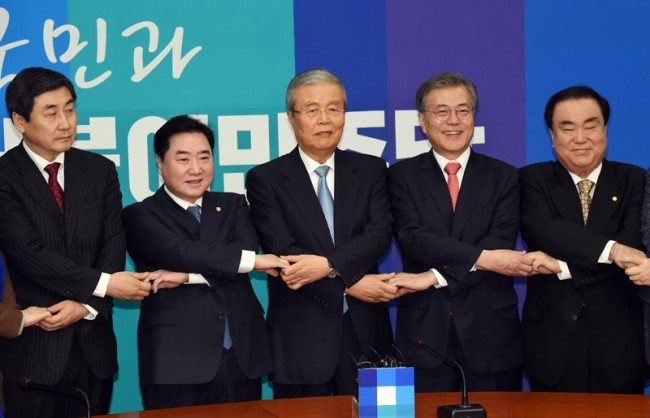
문재인과 김종인 외 당내 최고위원

3월 19일 차기 정권교체를 위해 20대 총선 불출마를 선언했다. 그는 "불출마선언을 하면서도 다행스러운 것은 배재정이라는 훌륭한 사람을 사상의 차기 국회의원으로 예약해놓고 떠난다는 것"이라며 "배재정을 국회로 보내주시면 제가 함께 사상을 책임지고 발전시키겠다"고 말했다.
5월 23일 노무현 전 대통령 서거 7주기 행사에 참여했다. 27일 안동을 방문했고, 7월 25일 울릉도에 이어 독도를 방문했다. 이를 두고 "오래전부터 한·일 역사 문제의 상징인 독도 방문을 추진해 왔다"며, "이번 방문은 8·15 광복절을 앞두고 영토 주권을 확고히 하자는 목적"이라는 입장을 보였다. 이번 독도 방문에는 최낙정 전 해양수상부 장관이 동행했다. 안동 방문에 대해서는 TK 민심을 잡으려는 의도로 분석된다. 8월 6일 김대중 전 대통령 서거 7주기 추모행사에 참여했다.
2016년 10월 말부터 박근혜-최순실 게이트가 알려지면서 박근혜 정권을 향한 민심이 폭발했고, 이때 문재인은 박근혜 정부에 거국중립내각을 요청했다. 안철수 등 일부 야권에서 이에 대한 비판이 나왔으나 별다른 일은 발생하지 않았다. 이 무렵 문재인은 실권자로 떠올랐다는 평이 있다.

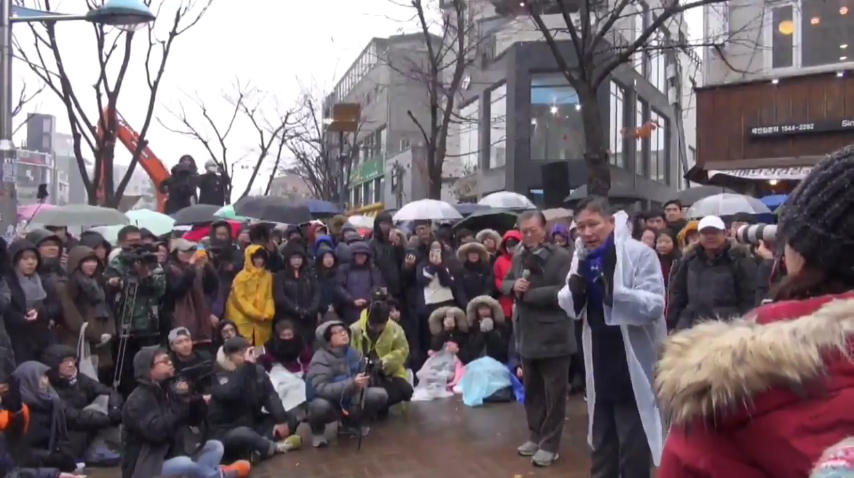
집회에서 표창원과 연설하는 문재인 (2016년)

11월 26일 열린 촛불집회에 참석하여 "200만 촛불이 세상을 바꾸는 횃불이 될 것"이라고 발언했으며, "박근혜 대통령 스스로 내려오든 탄핵으로 끌려 내려오든 박 대통령 퇴진은 시간 문제", "그렇다면 박 대통령은 한시라도 빨리 스스로 내려오는 것이 국민들을 덜 고생시키고 국정 공백과 국정 혼란을 최소화하는 길"이라고 박근혜의 하야를 촉구했다. 이어 "박근혜-최순실 게이트에서 대통령은 우리의 대통령이 아니었다. 최순실 일가의 대통령이었다. 돌이켜보면 2012년 12월부터 오늘까지 지난 4년 동안 대한민국에 대통령은 없었다"라며 박근혜 정부를 규탄했다. 3일 후에는 "국회는 흔들림 없이 탄핵 절차를 밟아야 한다. 우리당과 저는 퇴진운동과 탄핵추진을 흔들림 없이 해나가겠다"는 입장을 밝혔다. 이후 12월 9일 국회에서 박근혜의 탄핵안이 가결되자 "국민이 이겼다"고 주장했으나, 그러면서도 "끝이 아니라 시작"이라고 덧붙였다. 이 무렵부터 문재인은 지지율 1위로 차기 유력 대권주자로 꼽혔다.
2017년 3월 10일 박근혜는 헌법재판소의 판결을 통해 최종 파면되었다. 이후 각종 여론조사에서 지지율 1위를 기록하면서 "문재인 대세론"이 굳어지는 등 차기 유력한 대권주자로 굳어졌다. 그러나 이에 기타 야당들의 반문연대 논의가 진행되면서 다소 위기를 맞이하기도 했다.

#### 2017년 제19대 대통령 선거

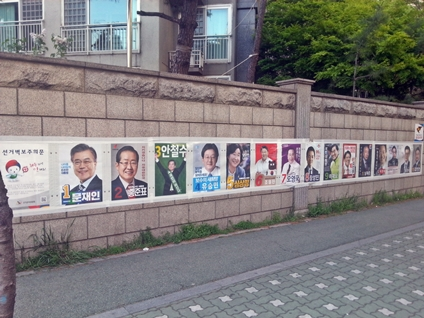
19대 대선 포스터

2017년 3월 24일 동영상을 통해 "완전히 새로운 대한민국을 바라는 온 국민의 뜻을 모아 이제 정권교체의 첫발을 내딛는다"라고 대선 출마를 공식 선언했다. 상도동계인 김현철, 김덕룡, 문정수, 박종웅의 지지를 받았으며, 그의 캠프 자문그룹 출범식에는 장·차관급 인사 49명이 참석했다. 동아일보 기자를 거쳐 네이버 미디어서비스 실장(미디어 담당 이사), 한국인터넷기업협회 운영위원장 등을 역임한 윤영찬 네이버 부사장을 소셜네트워크서비스(SNS) 담당본부장으로 영입했고, 주요 여성계 인사인 남인순 의원을 여성본부장으로 영입했다.
당내 경선은 이재명, 최성, 문재인, 안희정의 4자 구도 대결이 확정되었다. 3월 22일에는 전국 동시투표소 투표를 진행하였고, 3월 25일 호남 지역을 시작으로 각 지역별 ARS 투표와 순회투표를 차례로 진행하였다. 4월 3일 수도권 지역 경선에서 문재인은 60.4%를 득표하며 1위에 오르는 동시에, 전 지역에서 1위 압승을 거두면서 과반 이상 득표로 인해 최종결선 투표 없이 곧바로 대한민국 제19대 대통령 선거 후보로 선출되었다. 경선 승리 후 "오늘 우리에게 승자와 패자는 없다. 승자가 있다면 그건 바로 촛불을 밝힌 국민들"이라며 "국민의 명령을 받들어 국민 대통령 시대를 열겠다"고 약속하는 동시에 "세 동지가 저의 영원한 정치적 동지로 남기를 소망한다"며 "그 동안 어느 캠프에 있었든, 누구를 지지했든, 이제부터 우리는 하나다"라고 강조하며 세 후보 지지세력 결집에 나섰다.
"페미니스트 대통령"을 선언하며 "남녀 동수 내각"을 공약했으며, "준조세 금지법을 만들어 기업을 중앙 정부 권력의 횡포에서 벗어나게 하겠다"고 말했다. 또한 "개성공단 확장"을 추가적으로 공약했고, 아울러 댓글공작, 정치개입 등으로 논란이 된 국가정보원을 개혁하겠다고 나섰다. 이 외에도 "공공부문 81만개 일자리 창출", "광화문 대통령 시대" 등을 공약했다. 안보에 있어서는 "6자 회담을 비롯한 다양한 양자·다지회담을 적극 활용해 한반도 비핵화·평화체제를 구축하겠다"고 약속했으며, 이 외에도 북핵에 관해서는 이에 대응할 우리 군의 핵심전력을 조기에 전력화하겠다고 말했다.
자유한국당 홍준표 후보, 국민의당 안철수 후보, 바른정당 유승민 후보, 정의당 심상정 후보와 함께 4월 23일, 4월 28일, 5월 2일 세 차례에 걸쳐 진행된 토론에 참석했다. 5인 구도로 이루어진 토론을 거치면서 여러 분야에서 서로 간의 공방이 오갔다. 이후 5월 9일에 치러진 대통령 선거에서 41.1%를 득표해 24%를 득표한 홍준표 후보를 누르고 당선되었다. 이미 이어져온 1강 구도를 통해 개표 초반부터 사실상 당선이 확정되었으며, "함께 경쟁한 후보들에도 감사와 위로를 전한다"며 "새로운 대한민국을 위해 그 분들과도 함께 손잡고 미래를 위해 같이 전진하겠다"고 당선 소감을 밝혔다. 궐위선거인 관계로 별다른 인수위원회 없이 곧바로 취임했다.

#### 제19대 대통령
노무현 전대통령에 이어 두번째 변호사 출신 대통령이 되었다

## 대통령 재임 시절

### 취임식
| “ | 기회는 평등할 것입니다. 과정은 공정할 것입니다. 결과는 정의로울 것입니다. | ” |

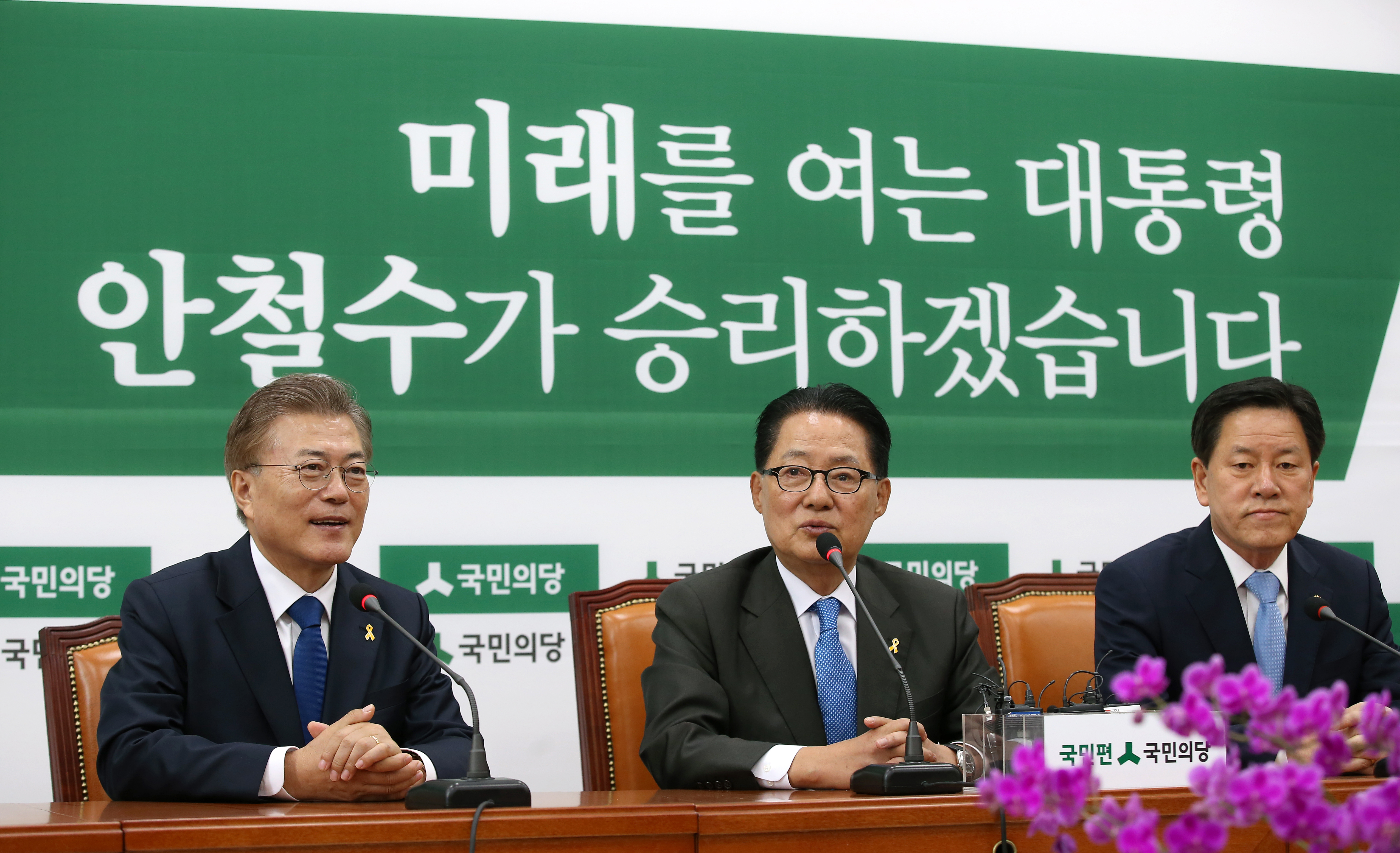
국민의당을 방문한 문재인

2017년 5월 10일 대한민국의 제19대 대통령으로 취임하였다. 국회에서 진행된 문재인 대통령의 취임식은 취임 선서로만 진행되었는데 이는 19대 대선이 박근혜 전 대통령 탄핵에 따른 보궐선거여서 공식 취임식을 치를 여유가 없었기에 행사를 간소화할 수밖에 없었기 때문이다. 취임선서식은 입장부터 퇴장까지 20분 정도밖에 걸리지 않을 만큼 빠르게 진행되었다. 이날 문재인 대통령은 "한 번도 경험하지 못한 나라를 만들겠다"고 말했다.
취임 선서가 끝난 후 청와대로 떠나면서 거리에 나온 시민들에게 감사의 뜻을 표했다. 청와대 경호실도 시민들의 접근을 크게 제지하지 않으며 배려했다.

### 국정 방향
문재인은 "국민 통합"을 강조했다. 취임 첫날 야4당을 방문하여 협조를 부탁하였다.
문재인 정부의 국정 방향은 '탕평'과 '협치', '개혁'과 '변화', '대화'와 '소통', '능력'과 '전문성'으로 대표된다. 국무총리 후보자로 전라남도지사인 이낙연을 지명했으며, 청와대 비서실장으로는 임종석을 지명했다. 둘은 친문 색채가 옅은 사람으로 문재인이 이들을 지명한 것과 관련하여 매우 높은 평가를 받는다는 평이 있다. 국정원장으로는 서훈이, 청와대 경호실장으로는 주영훈이 내정되었다.

### 외교

#### 한미 관계

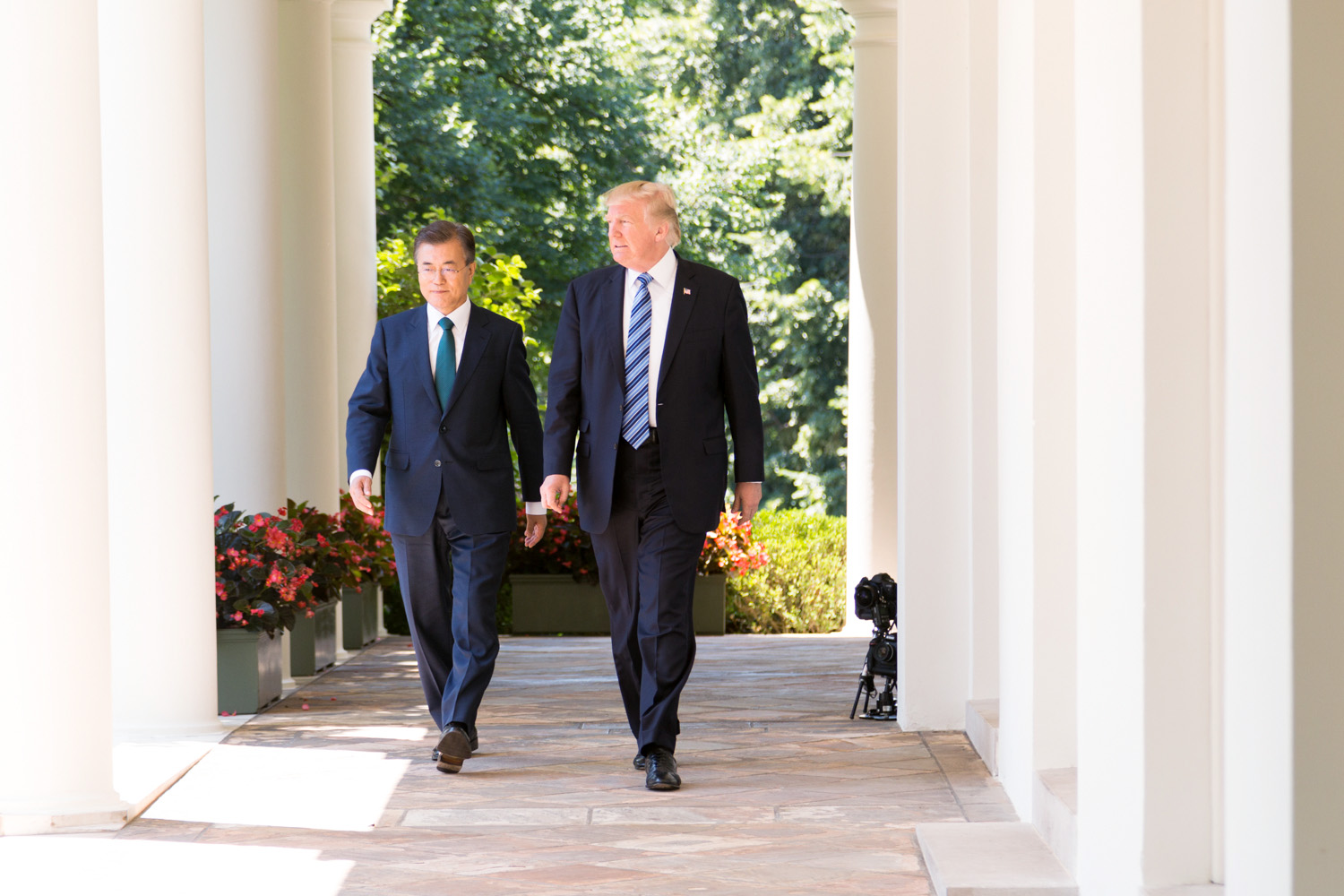
도널드 트럼프 미국 대통령이 문재인 대통령을 2017년 6월 30일 백악관 로즈 가든에서 맞이하고 있다.

2017년 6월 1일, 미국 상원에서 국방 예산을 담당하는 미국 민주당 상원 원내총무 딕 더빈 의원은 청와대에서 문재인 대통령에게 "(한국이) 사드 배치를 원치 않으면 (미국정부가) 사드 배치 관련 예산을 다른 곳에 쓸 수 있다"고 말했다.
2017년 6월 29일(미국 동부시간), 문재인 대통령은 워싱턴D.C. 미국 의회 폴 라이언 하원의장 등 하원 지도부와 가진 간담회에서 “사드 배치는 한미동맹에 기초한 합의이고 한국 국민과 주한미군의 생명을 보호하기 위한 것"이라고 말했다.
워터게이트 사건의 특종 기자였던 밥 우드워드가 트럼프 대통령에 대해 취재한 것을 출간한 책인 《공포: 백악관의 트럼프》에 의하면, 도널드 트럼프가 문재인을 단정적으로 싫어한다고 밝히고 있다. 또한 "트럼프가 북한 같은 적국보다 동맹인 한국에 더 화를 낸다”며 참모들이 우려했다는 사실도 언급되었다.
헤리티지 재단의 브루스 클링너 선임연구원은 “미국은 공개적으로는 문재인 대통령과 그의 노력을 지지하며 얼굴에 미소를 띠고 있지만, 미 정부 관계자들과 이야기를 나눠보면 상당수가 문 대통령의 대북 정책에 대해 매우 우려하거나 심지어 분노하고 있다”고 밝혔다.

#### 한중 관계
2017년 5월 10일, 시진핑 주석은 문재인의 당선에 축전을 보내며 "한국이 그러하듯 중국도 아주 어렵게 이뤄낸 양국관계 성과를 유지하고 보호하길 희망한다", "상호 존중을 바탕으로 정치적 신뢰를 견고히 하며 차이점을 적절하게 처리하고, 양국관계의 개선 및 안정적인 발전을 추진해 가겠다"라고 밝혔다. 한중관계에 있어 사드 배치 문제가 수면위로 떠오르고 있는데, 관영언론 환구시보는 "한반도 사드 배치 문제는 박근혜 전 대통령과 보수정권의 가장 큰 실수"라며 "문재인 대통령의 승리가 사드 배치 문제로 발생된 충격과 긴장된 한·중관계를 개선하는 계기가 될 것이라고 기대한다"고 밝혔다.
2017년 6월 30일, 문재인 대통령은 사드 배치 여부를 결정하는 건 한국의 주권적 사안이라며 중국이 부당하게 간섭하는 것은 옳지 않다고 말했다.
그는 2017년 12월 베이징 대학을 방문하여 강연을 하면서, 중국몽을 함께 하겠다고 말했다. 또한 중국을 산봉우리의 대국이라고 표현하였고, 동시에 대한민국은 소국이라고 주장하였다.

#### 한일 관계
아베 신조 총리는 "한·일 양국은 전략적인 이익을 공유하는 가장 중요한 관계"라며 "앞으로 문재인 대통령과 함께 손을 맞잡고 미래 지행의 한일관계를 폭넓은 분야에서 발전시켜가고 싶다"고 밝혔다. 그러나 문재인 대통령은 제31회 임시 국무회의에서 "우리는 다시는 일본에게 지지 않을 것입니다."라고 발언하였다. 한편으로는 "위안부 관련 합의는 재교섭을 할 수 없다"는 입장을 보였다.

#### 남북 관계

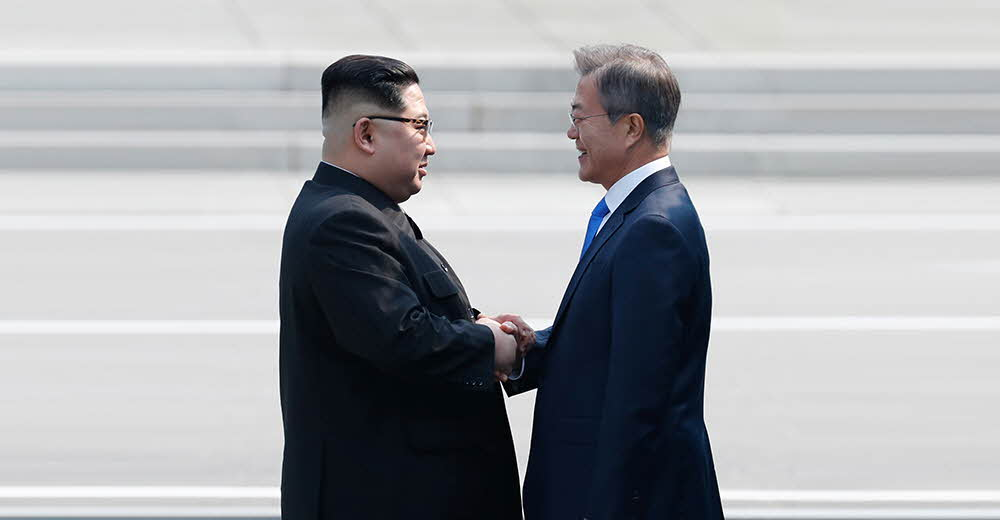
2018년 4월 27일, 판문점에서 김정은 국무위원장(왼쪽)과 악수를 나누는 문재인

문재인은 북한에 대한 전략으로 장기적인 통일로 이끄는 정책을 언급하였으며, 북한에 대한 UN 경제 제재와 병행하여 대화를 통해서, 평화 협정과 북한 핵 미사일 개발 중단을 교환하는 방식을 제안하였다.
북한은 사드 배치를 비난하며 "미국은 사드를 제 땅으로 끌어가라"고 주장했고 "남조선 당국이 '사드배치가 북핵위협에 대비하기 위해 미국과 공동으로 결정한 것이며 전임정부의 결정이지만 정권이 교체됐다고 해서 그 결정을 가볍게 여기지 않는다'고 떠들고 있다"고 비난했다. 문재인 대통령은 남북정상회담을 할 것이라고 시사했으며, 여건이 된다면 평양도 갈 것이라고 밝혔다. 북한은 "남조선 당국이 정녕 촛불 민심을 대변하는 정권이라면 미국 상전의 강요를 받아들일 것이 아니라 이제라도 제정신을 차리고 사드 배치 철회를 요구하는 남조선 각계의 민심을 따르는 것이 마땅한 처사일 것"이라고 밝혔다.

### 경제 정책
집권하자마자 증세론, 일자리 창출 공약, 복지 공약, 탈핵 정책 등이 물 위로 떠올랐다.
문재인 정부의 목표는 "국민의 삶을 책임지는 정부"이며, 저출산·고령화, 빈곤, 보육, 교육, 의료 분야에서 복지를 확대할 것으로 예상되고 있다. 한편으로는 취임하자마자 10조원 규모의 일자리 추가경정예산을 편성하는 것이 목표이기도 하다.
부동산 정책으로는 서민을 위한 주거복지와 도시재생 뉴딜사업에 초점을 두고 있다. "매년 17만 가구씩 5년간 총 85만 가구의 공적 임대주택을 공급하는 것"이 목표이다.
그러나 2018년 7월 취업자 증가폭이 5000명을 기록해 고용 상황이 2010년 1월 이후 역대 최악인 것으로 드러났다. 또한 실업자는 2017년 7월 대비 8만1000명 증가한 103만 9000명이었으며, 고용률은 61.3%로 2017년 같은 달보다 0.3%포인트 감소했다.

### 취임 1년차(2017~2018)
2017년 5월 10일 대한민국 제19대 대통령으로 취임했다. 궐위 선거로 당선된 대통령이라 갑작스럽게 취임하는 바람에 내각은 박근혜 정부의 구성인 채로 유지됐으나 다들 사임 의사를 밝혔고, 바로 다음날 황교안 국무총리와 박승춘 국가보훈처장의 사표가 수리되었다. 또한 박근혜 정권 시기 논란이 되었던 국정교과서에 대한 폐지를 지시하였고, 아울러 이명박 정부 시절부터 중단되어왔던 임을 위한 행진곡에 대한 제창 또한 지시하였다.
1기 내각에 지명한 장관 및 후보자의 절반 이상이 대통령 공약이었던 고위공직자 불가 5대 비리 의혹이 있는 등 인사 문제가 계속해서 불거지자, 이에 반발하는 야당들의 국회 보이콧으로 인해 국회가 장기간 마비되는 사태가 벌어졌다. 인사 파동 과정에서 안경환 법무부 장관 후보와 조대엽 고용노동부 장관 후보가 각종 결격 사유로 인한 논란으로 자진사퇴하였다.
8월 2일, 정부는 8 · 2 부동산 대책을 발표했다. 강남 3구를 비롯한 서울 11개구와 세종시를 투기지역으로, 투기지역 및 서울 14개구와 경기도 과천시를 투기과열지구로, 투기과열지구 및 부산 7개구와 및 경기도 6개시를 조정대상지역으로 지정했고, 투기지역과 투기과열지구의 주택담보대출비율(LTV)·총부채상환비율(DTI)을 각각 60%와 50%에서 40%로 일괄 하향 조정하기로 했다. 또한 2018년 4월부터 다주택자가 조정대상지역 내 주택을 양도할 시 양도소득세를 중과하기로 하였다.
8월 17일 취임 100일 기념하여 기자 회견을 열었으며, 사전 각본 없이 진행되었다.
2017학년도 대학수학능력시험을 하루 앞둔 2017년 11월 15일 포항 지진이 발생하면서, 문재인 대통령은 대학수학능력시험을 1주일 연기하는 결정을 내렸다.
한편, 암호화폐 열풍이 거세지면서 정부에서는 암호화폐 규제 정책들을 마련하였다. 이 과정에서 거래소 폐쇄 등의 초강경 대책이 나오자, 암호화폐 투자자들은 박상기 법무부 장관, 최흥식 금융감독원장 해임을 청원하는 등 강하게 반발하였다.
2018년 평창 동계 올림픽 여자 아이스하키 단일팀에 대해 논란이 불거지면서 20대 지지층이 이탈하였고, 지지율 59.8%를 기록했다. 2018년 4월 27일에는 1차 남북정상회담이 이루어지고 판문점 선언이 발표되었다. 남북정상회담과 남북관계 개선에 대한 기대로 인해 지지율 70%대를 기록했다.

### 취임 2년차(2018~2019)
2018년 5월 26일에는 판문점에서 2차 남북정상회담이 이루어졌으며, 지방선거를 하루 앞둔 6월 12일에는 싱가포르에서 북미정상회담이 이루어졌다.
6월까지 문재인 대통령과 더불어민주당의 지지율은 각각 70%대, 50%대를 유지했으며, 제7회 전국동시지방선거에서 여당인 더불어민주당이 압승을 거두면서 문 대통령의 국정운영에 힘이 실리게 되었다. 그 원인으로는 문재인 대통령에 대한 기대감과 자유한국당에 대한 실망감이 꼽혔다. 성공적인 남북 정상회담, 촛불집회를 통한 보수 · 진보 지형 역전, 소통 · 겸손 · 안정감 등 문 대통령의 개인기, 매력적인 대안을 제시하지 못하는 보수야당 등이 문 대통령과 민주당의 지지 원인이 되었다는 평가가 있었다.
2019년도 최저임금이 2018년 대비 10% 오르게 되면서, 7월 17일 문재인 대통령은 "2020년까지 최저임금 1만 원을 이룬다는 목표는 사실상 어려워졌다. 결과적으로 대선 공약을 지키지 못하게 된 것을 사과드린다."고 공약 파기를 인정하였다. 그러면서 "무엇보다 중요한 것은 올해와 내년에 이어서 이뤄지는 최저임금의 인상 폭을 우리 경제가 감당해내는 것"이라며 속도 조절론을 공식화했다.
8월 7일에는 문재인 대통령이 인터넷전문은행 은산분리 완화를 추진하겠다고 밝혔다. 이에 자유한국당과 바른미래당 등 야당은 적극 환영했고, 기존 지지층에 가까웠던 정의당과 참여연대, 경실련 등은 반대하였다. 기존에 반대 목소리를 냈던 여당 일부 의원들은 침묵했고, 홍영표 여당 원내대표는 찬성 의사를 밝히면서도 안전장치를 마련하겠다고 밝혔다. 노무현 전 대통령이 한미 FTA를 추진해 기존 지지층들의 반발을 샀던 것과 비슷한 측면이 일부 있다.
비슷한 시기에, 2018년 한국 폭염으로 인해 청와대와 여당은 주택 전기료 누진제를 7~8월 동안 한시적으로 완화하는 안을 추진하기로 하였다. 김태년 여당 정책위의장은 "1단계 상한은 200㎾h에서 300㎾h로 100㎾h 조정하고, 2단계 구간도 400㎾h에서 500㎾h로 100㎾h 조정하기로 했다"며 "한전 이사회를 거쳐 정부에서 최종 확정하면 요금인하 효과는 2761억원으로, 가구당 평균 19.5%의 인하효과가 기대된다"고 밝혔다.
경제 정책에 관한 논란이 계속되는 가운데, 8월 말에는 황수경 통계청장을 경질하고 강신욱 한국보건사회연구원 선임연구위원을 새 통계청장에 임명했다. 이에 대해 정부 정책기조에 맞지 않는 통계조사 결과가 나오자 통계청에 대해 압박성 인사를 했다는 비판이 제기되었다.
8월 30일에는 장관급 인사 5명과 차관급 인사 4명에 대한 개각을 단행하였다. 김상곤 사회부총리 겸 교육부 장관의 후임으로 유은혜 더불어민주당 의원, 송영무 국방부 장관의 후임으로 정경두 합동참모본부 의장을 발탁했다. 또한 여성가족부 장관 후보자에 진선미 더불어민주당 의원, 고용노동부 장관 후보자에 이재갑 근로복지공단 이사장, 산업통상자원부 장관 후보자에 성윤모 특허청장을 각각 발탁했다. 장관 교체에 대해서는 문책성 인사라는 풀이가 나온다. 송영무 국방부 장관은 기무사 계엄령 문건 처리와 관련 보고 과정 등에서 부적절하게 처신했다는 비판을 받은 바 있으며, 김상곤 사회부총리 겸 교육부 장관은 유치원 · 어린이집 영어교육 금지, 자사고 · 특목고 폐지, 수능 전 과목 절대 평가 강행, 대입제도 개편 등 논란을 빚었다. 또한 백운규 산업통상자원부 장관은 탈원전 정책으로, 김영주 고용노동부 장관은 '고용 쇼크'로 논란을 빚었다. 정현백 여성가족부 장관은 홍대 몰카 수사가 '편파 수사'라는 집회 현장에 다녀온 전적이 논란이 되었고, 그 이전에는 여성 비하 논란이 있는 탁현민 청와대 행정관의 경질을 건의해 문재인 대통령 지지자들로부터 비판을 받은 바 있다.
9월 11일, 판문점 선언 비준동의안이 국무회의에서 의결되었고, 통일부는 비준동의안과 함께 비용추계서를 국회에 제출했다. 비용추계서에 따르면, 2019년에 철도·도로 협력과 산림협력 등 판문점선언 이행을 위해 2986억 원이 추가로 소요될 것으로 예상됐다.
9월 13일, 정부는 9 · 13 부동산 대책을 발표했다. 서울·세종 전역과 부산·경기 일부 등 집값이 급등한 조정대상지역 2주택 이상 보유자에 대해 주택분 종합부동산세 최고세율을 참여정부 수준 이상인 최고 3.2%로 중과하고, 세 부담 상한도 150%에서 300%로 올린다. 종부세 과세표준 3억∼6억원 구간을 신설해 세율을 0.7%로 0.2%포인트 인상한다.
9월 18일~20일, 조선민주주의인민공화국 평양직할시에서 제3차 남북정상회담이 개최되었다. 역대 대통령들 중 김대중, 노무현 전 대통령에 이어 3번째로 평양을 방문하였다. 9월 19일, 김정은 국무위원장은 가까운 시일 안에 서울을 방문하겠다고 하였다. 또한 20일에는 김정은 국무위원장과 함께 백두산 천지를 방문하였다. 리얼미터 여론조사 결과, 경제 문제로 하락했던 지지율은 6.4%p 상승한 59.4%를 기록했다.
9월 21일, 정부는 주택 가격 안정을 위해 <수도권 주택공급 확대 방안>을 발표했다. 정부는 이날 수도권 공공택지 17곳에서 3만 5000호를 공급할 계획을 밝혔으며, 앞으로 남은 택지 13곳 중 4∼5곳은 330만㎡ 이상 대규모 공공택지, 즉 '3기 신도시'를 조성해 20만 호를 공급하겠다고 밝혔다. 발표된 공공택지 17곳은 옛 성동구치소 자리와 대포동 재건마을, 비공개 9개 부지 등 서울 11곳, 광명 하안2 · 의왕 청계2 · 성남 신촌 · 시흥 하중 · 의정부 우정 등 경기 5곳, 검암 역세권 등 인천 1곳이다. 3기 신도시의 위치는 분당, 일산 등 1기 신도시와 서울시 사이가 될 것이라고 설명했다.
9월 25일(뉴욕 현지시각), 문재인 대통령은 미국 뉴욕에서 아베 신조 일본 총리를 만나 "위안부 피해 할머니와 국민의 반대로 화해·치유재단이 정상적 기능을 못하고 고사할 수밖에 없는 상황"이라면서 화해·치유재단을 해산하겠다는 뜻을 통보했다.
11월 9일, 김동연 부총리 겸 기획재정부 장관과 장하성 청와대 정책실장이 동시에 교체되었고, 후임으로 각각 홍남기 국무조정실장과 김수현 청와대 사회수석이 지명되었다. 김동연 · 장하성 동시 교체에 대해, 실질적 성과가 없는 경제 현실 및 정책에 대한 엇박자 노출로 인한 문책성 인사라는 분석이 제기되었다.
11월 26일, 금융위원회는 당정협의를 거쳐 '카드수수료 개편방안'을 확정했다. 개편안에 따르면, 카드수수료율을 낮춰주는 우대수수료율 적용 구간이 2019년부터 연매출 5억원 이하 가맹점에서 30억원 이하 가맹점으로 대폭 확대된다. 구체적으로는, 연매출 5~10억원 구간 가맹점의 평균 수수료율은 2.05%에서 1.4%로, 연매출 10~30억원 구간 가맹점의 평균 수수료율도 2.21%에서 1.6%로 인하된다. 또한 연매출 500억원 이하의 일반가맹점이 부담하는 카드수수료율도 이번에 2% 이내로 인하하도록 했으며, 체크카드 수수료율 또한 낮추기로 했다. 정부의 대책에 대해 가맹점주들은 환영한다는 뜻을 밝혔다. 그러나 혜택 대상에 포함되지 않는 매출 3억 원 이하의 가맹점이 전체 영세상인의 4분의 3을 차지하는데, 이들은 오히려 환급금으로 인해 이득을 보는 상태이며 카드수수료 인하 이후에는 환급금이 줄어든다. 따라서 많은 매출을 올리는 자영업자들만 혜택을 볼 것이라는 불만이 제기되었다. 카드회사들과 카드노조 또한 반발하였다. 카드수수료 인하 발표 이후, 증권사들은 카드사의 2019년 순이익이 2018년보다 최대 60% 정도까지 감소할 것이라는 전망을 내놓았으며, 특히 롯데그룹은 롯데카드를 외부에 매각하기로 결졍하였다. 금융노조 관계자는 "정부가 발표한 카드수수료 인하안이 실현되면 모든 카드사는 적자를 내라는 것"이라며 "카드사에서 일하는 노동자들은 거리에 나 앉게 될 수밖에 없다"고 말했다.
12월 10일, 홍남기 후보자가 부총리 겸 기획재정부 장관에 취임했다. 그 다음날에는 청와대 및 민간과의 소통을 강화하겠다는 의지를 밝혔다. 앞서 홍 후보자는 청문회에서 "혁신성장과 함께 소득주도성장을 추진하되 속도 조절과 부작용 보완은 필요하다"는 입장을 밝힌 바 있다.
12월 14일, 국민연금 개편안이 발표되었다. 1안은 '현행유지' 방안으로 소득대체율을 40%로 유지하는 것이고, 2안은 기초연금을 40만원으로 올려 소득대체율을 40%로 맞추는 방안이다. 3안은 소득대체율을 45%로 올리기 위해 보험료율을 현행 9%에서 12%로 올리는 방안, 4안은 소득대체율을 50%로 끌어올리고 보험료율은 13%로 인상하는 방안이다.
12월 19일, 국토교통부는 3기 신도시 계획을 발표했다. 남양주 왕숙(1134만㎡), 하남 교산(649만㎡), 인천 계양 계양테크노밸리(335㎡), 과천 과천(155만㎡) 4곳이 3기 신도시 개발 대상이다. 또한 수도권 광역급행철도 A선의 금년도 착공 및 C선의 조기 착공, 신안산선의 내년 하반기 착공, 서울 지하철 3호선의 하남 교산지구 연장 등의 철도교통 대책을 발표했다.
12월 21일, 경제 문제와 청와대 특별감찰반 비위 의혹 등으로 인하여, 국정수행에 대한 부정평가가 긍정평가보다 높은 첫 여론조사 결과가 나왔다. 한국갤럽 여론조사 결과 긍정평가는 45%, 부정평가는 46%를 기록했다.
1월 4일, 유홍준 광화문대통령시대위원회 자문위원은 "집무실을 현 단계에서 광화문 청사로 이전하면 청와대 영빈관·본관·헬기장 등 집무실 이외 주요기능 대체부지를 광화문 인근에서 찾을 수 없다는 결론을 내렸다"고 밝혀, 문재인 대통령의 공약 중 하나인 대통령 집무실의 광화문 이전이 사실상 파기되었다.
1월 8일, 임종석 비서실장은 주요 참모진 개편을 발표했다. 임종석 대통령비서실장 후임에는 노영민 주중국대사가, 한병도 정무수석 후임에는 강기정 전 더불어민주당 의원이, 윤영찬 국민소통수석 후임에는 윤도한 전 MBC 논설위원이 각각 내정되었다.
1월 29일, 홍남기 경제부총리 겸 기획재정부 장관은 국가균형발전을 위해 총사업비 24조 1000억원 규모의 23개 사업에 대해 예비타당성조사를 면제한다고 발표하였다. 이번 프로젝트의 취지가 지역균형발전인 점을 고려해 서울, 경기, 인천 등 수도권을 대상으로 하는 사업은 예타 면제 대상에서 원칙적으로 제외되었으나, 서울 지하철 7호선의 옥정-포천 연장선은 수도권이지만 낙후된 접경지역을 고려하여 예타 면제 대상에 포함되었다. 특히 거제, 통영 등 경남과 울산, 전북 군산, 전남 목포 등 고용·산업위기 지역은 지역의 어려움을 추가로 고려했다. 기업과 일자리, 연구개발 투자의 수도권 집중으로 인하여 수도권-비수도권간 격차가 확대되고 있기 때문에, 지역의 성장발판 마련을 위해 전략적 투자에 나서겠다는 것이 정부의 취지다.

### 취임 3년차(2019~2020)
조국 전 민정수석을 법무부 장관 후보자로 지명했다가 후보자 가족 관련 논란으로 인해 지명 철회를 요청받았으나 "법률을 위반했거나 후보자 본인이 직접 책임질만한 일이 드러난 것이 없다"는 이유로 신임 법무부 장관에 임명했다.
유신헌법에 그 기원을 두고 있는 자유민주주의 수호를 외치는 한기총, 자유한국당, 우리공화당과 같은 종교계와 정치계 등의 우파 세력이 중심이 되어 광화문광장과 청와대 앞에서 10월에 세 차례에 걸쳐 대규모 야간집회를 개최하여 하야를 요구받았다.
11월 19일에 사전 각본없이 자유롭게 진행하는 국민과의 대화를 생방송으로 진행하며 임기 중에 남방정책을 추진하며 아세안연합 10개국과 정상회담을 했던 문재인은 11월 25일부터 한·아세안 특별정상회의와 한·메콩강 정상회의를 잇달아 개최하였다.
2020년 1월 3일 평택 부두를 방문하여, 올해 수출 1호차를 선적하는 자동차 운반선 앞으로 수출 차량 운전사들이 정렬하여 서있는 앞에 조촐하게 연설대를 두고 연설을 하였다. 수출 강국에 중심을 두는 내용으로 연설 장면은 대국민 담화 형식이 아닌 격식을 갖춘 신년 인사처럼 길게 편집 없이 방송되었다.

#### 코로나19사태
2020년 1월 20일, 대한민국에 코로나19 바이러스가 유입되었다.

### 취임 4년차(2020~2021)
2020년 7월 말부터 전국적으로 호우 피해가 동시다발적으로 발생하면서, 문재인은 8월 3일 어쩔 수 없이 여름 하계휴가를 포기하고 전국의 수해 복구를 시찰하는 데에 전념하기로 결정하였다.

#### 4.7 재보선참패
2021년 4월 7일 열린 서울시장, 부산시장 보궐선거에서 여당이 참패하였고, 비슷한 시기 지지율 또한 사상 최초로 20%대로 떨어졌다. 이로 인해 임기말 레임덕 우려가 제기되기도 했다.

### 취임 5년차(2021~2022)
2021년 한미정상회담에서 조 바이든 미국 대통령과 만나 한국군에게 얀센 백신 100만 회분을 지원받는 성과를 낸다.
2022년 5월 9일에 퇴임했다. 다음날 후임으로 윤석열이 대통령으로 취임했다.

## 퇴임 이후
퇴임 이후 양산시 하북면에 지어진 새 자택으로 이사하였다.
11월에는 곰이와 송강이를 정부에 반납하였다.
12월 3일 서훈 전 국가안보실장이 연평도 해역 공무원 피격 사망 사건으로 구속되었다. 12월 7일 한동훈은 문재인이 연평도 해역 공무원 피격 사망 사건의 수사 대상이 될 가능성을 언급하였다. 민주당은 한동훈의 발언에 불쾌감을 드러냈다.

## 전과
- 특수공무집행방해, 집회및시위에관한법률위반: 징역 8월, 집행유예 1년 - 1975년 6월 18일 선고[185]
- 국회에서의증언감정등에관한법률위반: 벌금 200만원 - 2004년 9월 6일 선고[185]

## 이상직으로부터 뇌물수수
2025년 4월 24일 전주지방검찰청은 직무관련자가 지배하는 태국 내 항공사에 사위를 취업시켜 2018년 8월부터 2020년 4월까지 급여 및 주거비 명목으로 약 2억 1,700만 원을 수수한 문재인을 딸 문다혜, 사위 D와의 특정범죄가중처벌등에관한법률위반(뇌물)죄 공범으로 기소하였다.
문재인은 딸 문다혜 및 사위 D와 공모하여, 정치인·기업인·공공기관장으로서 직무관련자인 이상직이 지배하는 태국 소재 甲 항공사에 D를 상무 직급 임원으로 채용하게 한 후, B로부터 2018년 8월 24일터 2020년 4월 30일까지 D에 대한 급여 명목으로 합계 4,160,705바트(152,833,679원 상당), 2018년 8월 14일부터 2020년 3월 4일까지 태국 내 주거비 명목으로 합계 1,784,927바트(65,039,635원 상당) 등 총 5,945,632바트(217,873,314원 상당)를 수수한 혐의를 받았다.

## 평가

### 긍정적 평가
비지니스포스트는 ‘합리적이고 중심이 잘 잡혀있어 안정된 성품을 지녔다’고 평가했다. 미국의 시사 잡지 애틀랜틱은 북한의 '핵 드라마'에서 김정은 북한 노동당 위원장과 도널드 트럼프 미국 대통령이 변덕스럽고 매혹적인 스타라면, 이 드라마를 실제 연출하는 이는 문재인 대통령이라고 평가했다. CNN은 대북 외교를 두고 "문재인에게 모자를 벗어 경의를 표해야한다"는 반응을 내놨다. 김정은과 트럼프 대통령을 한 자리에 모으는 한국 대통령의 외교 기술을 매우 높게 산다는 이야기도 덧붙였다.

### 부정적 평가
노무현 정부 시절 아들 문준용의 고용정보원 채용 과정에서 여러 가지 특혜 의혹이 불거져 정치적 논란이 되기도 했다. 이후 권력에 의한 특혜는 없었던 것으로 밝혀졌다.
대북관에 있어 조선민주주의인민공화국 정권과 그를 옹호하는 대한민국 내 세력에 대한 전향적인 입장을 취하는 것이 일부 보수파들에 의해 논란을 빚었다. 그러한 대북 정책을 관철하거나 주장하는 과정에서 간혹 국제적 외교 문제나 법적 문제 등이 제기되기도 하였다. 다만 전체적으로는 역대 정부 중 가장 성공한 평화적 대북 정책이었다고 평가 받는 것도 사실이다.
대통령 취임 이후에는 양극화를 초래한 대기업 중심의 성장주의 경제정책에 대한 반성에서 소득주도성장론과 최저임금 인상 등 양극화 해소를 위한 상생 포용 정책을 펼쳤으나, 이에 대해서 기존 일부 학계에서 부작용을 지적하며 비판을 가하였다. 진보 성향의 주상영 건국대 교수조차 "기업구조조정이나 공공부문 개혁, 증세 논의 등 경제 효율성 향상 정책이 없을 경우 금융위기 발생, 불평등 심화, 수요 부족의 문제를 겪게 될 것"이라고 지적했고, 더불어민주당 국민경제상황실 부단장을 맡았던 주진형 전 한화투자증권 대표는 최저임금 인상 정책에 대해 "부모 없는 아이"라고 강하게 비판하기도 하였다. 진보 측에서는 최저임금 인상이 노동자의 권리를 보장하는 기본 장치를 든든히 구축하는 것이며, 선진국의 기본이라고 반박에 대해 비판했다.
문재인 케어에 대해서 이국종 교수는 "보급을 강화할 생각은 안 하고 ‘돌격 앞으로!’만 외치니, 그게 되겠나"라고 비판했다. 탈핵 정책에 대해서는 서울대학교 공과대학의 일부 학생들이 반대 의견을 표명하였다. 김종인은 2020년 발간된 그의 회고록 '영원한 권력은 없다'에서 더불어민주당 비상대책위원회 대표를 맡았던 2016년 총선 당시 문재인을 직접 만나 본 경험을 회고해 '인간적인 배신감마저 느꼈다. 이런 건 정치 도의를 떠나 기본적인 인성의 문제다'라며 문재인을 평가하였다.

## 학력
- 1965년 남향국민학교(졸업)
- 1968년 경남중학교(졸업)
- 1971년 경남고등학교(졸업)
- 1980년 경희대학교 법과대학 법학과(학사)

## 경력
- 1980년 제22회 사법시험 합격
- 1983년 사법연수원 12기 수료 (법무부장관상 수상)
- 1983년 노무현ㆍ문재인 합동법률사무소 변호사
- 1984년 한국해양대학교 해사법학과 강사
- 1985년 부산민주시민협의회 상임위원
- 1987년 민주헌법쟁취국민운동 부산본부 상임집행위원
- 1988년 민변 창립회원
- 1988년 한겨레신문 창간위원/부산 지사장[194]
- 1989년~2002년 부산민주항쟁기념사업회 이사/부이사장
- 1994년 노동자를 위한 연대 노동상담소장
- 1995년~2002년 부산지방변호사회 인권위원장
- 1995년~2003년 2월 법무법인 부산 대표변호사
- 1996년 민주 사회를 위한 부산ㆍ경남 변호사 모임 대표
- 1996년 부산 YMCA 이사
- 2001년~2002년 노동자를 위한 연대 공동대표
- 2002년 제16대 대통령 선거 새천년민주당 노무현 대통령 후보 부산광역시 선거대책본부장
- 2001년~2003년 부산광역시교육청 행정심판위원
- 2003년~2004년 2월 대통령비서실 민정수석비서관(차관급)
- 2004년 5월~2005년 1월 대통령비서실 시민사회수석비서관(차관급)
- 2005년 1월~2006년 5월 대통령비서실 민정수석비서관(차관급)
- 2007년 3월 12일~2008년 2월 24일 제29대 대통령비서실장(장관급)
- 2007년 8월 제2차 남북정상회담 추진위원회 위원장
- 2009년 5월 고 노무현 전 대통령 국민장의위원회 운영위원장 겸 상임집행위원장
- 2009년 9월~2010년 8월 사람사는세상 노무현재단 상임이사
- 2010년 8월~2012년 5월 사람사는세상 노무현재단 이사장
- 2011년 혁신과 통합 상임공동대표
- 2011년 시민통합당 지도위원
- 2011년 12월~2013년 5월 민주통합당 상임고문
- 2012년 4월 11일 대한민국 제19대 국회의원 선거 당선(부산 사상구, 민주통합당, 초선)
- 2012년 5월 30일~2016년 5월 29일 제19대 국회의원(부산 사상구, 민주통합당→민주당→새정치민주연합→더불어민주당, 초선)
  - 2012. 6.~2014. 5. 제19대 국회 전반기 기획재정위원회 위원
  - 2014. 6.~2016. 5. 제19대 국회 후반기 국방위원회 위원
  - 2014. 6.~2016. 5. 제19대 국회 후반기 남북관계 및 교류협력발전 특별위원회 위원
- 2012년 5월~2013년 5월 민주통합당 부산광역시당 사상구 지역위원회 위원장
- 2012년 8월~2012년 9월 제18대 대통령 선거 민주통합당 경선 후보(최종 1위)
- 2012년 9월~2012년 12월 민주통합당 제18대 대통령 선거 후보
- 2012년 11월~2012년 12월 민주통합당 대표권한대행
- 2013년 5월~2014년 3월 민주당 부산광역시당 사상구 지역위원회 위원장
- 2013년 5월~2014년 3월 민주당 상임고문
- 2014년 3월~2015년 12월 새정치민주연합 부산광역시당 사상구 지역위원회 위원장
- 2014년 3월~2015년 2월 새정치민주연합 상임고문
- 2014년 4월~2014년 6월 제6회 전국동시지방선거 새정치민주연합 공동 중앙선거대책위원회 위원장
- 2014년 7월 새정치민주연합 원전대책특별위원회 위원장
- 2014년 9월~2014년 12월 새정치민주연합 비상대책위원
- 2015년 2월 8일~2015년 12월 28일 제2대 새정치민주연합 당대표
- 2015년 2월 8일~2016년 1월 26일 제9대 민주정책연구원 이사장
- 2015년 2월~2015년 12월 새정치민주연합 인재영입위원장
- 2015년 12월~2016년 5월 더불어민주당 부산광역시당 사상구 지역위원회 위원장
- 2015년 12월 28일~2016년 1월 26일 초대 더불어민주당 당대표
- 2015년 12월~2016년 5월 더불어민주당 인재영입위원장
- 2016년 5월~2017년 5월 더불어민주당 상임고문
- 2017년 3월~2017년 4월 제19대 대통령 선거 더불어민주당 경선 후보(최종 1위)
- 2017년 4월~2017년 5월 더불어민주당 제19대 대통령 선거 후보
- 2017년 5월 9일 제19대 대한민국 대통령 당선
- 2017년 5월 10일~2022년 5월 9일 제19대 대한민국 대통령

## 저서
단독 저서
- 《문재인의 운명 (노무현 대통령과 함께한 30년 동지 문재인, 두사람의 운명 같은 동행)》. 가교. 2011년 6월 15일. ISBN 978-89-7777-188-8.
- 《문재인의 운명 (2017년 제19대 대통령 당선 기념 특별판)》. 북팔. 2017년 5월 16일. ISBN 979-11-6156-587-3.
- 《사람이 먼저다 (문재인의 힘)》. 퍼플카우. 2012년 8월 6일. ISBN 978-89-97838-02-8.
- 《문재인이 드립니다 (꿈을 놓아버린 이 땅의 청춘들을 위한 포토에세이)》. 리더스북. 2012년 8월 8일. ISBN 978-89-01-14936-3.
- 《1219 끝이 시작이다》. 바다출판사. 2013년 12월 10일. ISBN 978-89-5561-690-3.
- 《대한민국이 묻는다 (완전히 새로운 나라, 문재인이 답하다)》. 21세기북스. 2017년 1월 20일. ISBN 978-89-509-6884-7.

공저
- 《10명의 사람이 노무현을 말하다》. 오마이북. 2010년 5월 13일. ISBN 978-89-964305-0-6.
- 《그 남자 문재인 (함께 만드는 세상)》. 리얼텍스트. 2012년 9월 17일. ISBN 978-89-964898-2-5.
- 《문재인, 김인회의 검찰을 생각한다 (무소불위의 권력 검찰의 본질을 비판하다)》. 오월의봄. 2011년 11월 23일. ISBN 978-89-966875-2-8.
- 《만화 문재인》. 마이디팟. 2012년 10월 3일. ISBN 978-89-6733-174-0.
- 《운명에서 희망으로 (문재인이 말하고, 심리학자 이나미가 분석하다)》. 다산북스. 2017년 3월 23일. ISBN 979-11-306-1171-6.

## 관련 서적
- 《문재인 스타일 (안철수와 박원순의 아름다운 합의를 이끌어 낸 문재인식 리더십)》. 미르북스. 2011년 10월 17일. ISBN 978-89-97213-03-0.
- 《정치심리극장》. 리더스북. 2012년 9월 24일. ISBN 978-89-01-15081-9.
- 《문재인이 이긴다》. 리얼텍스트. 2012년 11월 20일. ISBN 978-89-964896-3-4.
- 《문재인 스토리 (그 남자, 문재인에 대해 알고 싶은 56가지 이야기)》. 모악. 2017년 2월 15일. ISBN 979-11-88071-00-5.
- 《그래요 문재인 (위기와 희망의 길목에서 문재인을 말하다)》. 은행나무. 2017년 4월 20일. ISBN 978-89-5660-141-0.
- 《좋아요 문재인 (대한민국의 역사를 바꾼 문재인의 아름다운 발걸음)》. 북로그컴퍼니. 2017년 8월 22일. ISBN 979-11-87292-71-5.

## 역대 선거 결과
|  | 55.05% |

|  | 48.02% |

|  | 41.08% |

## 소속 정당
| 소속 정당 | 소속 정당      | 소속 기간 | 비고                |
| --------- | -------------- | --------- | ------------------- |
|           | 새천년민주당   | 2002~2003 | 입당                |
|           | 무소속         | 2003~2006 | 탈당                |
|           | 열린우리당     | 2006~2007 | 입당                |
|           | 무소속         | 2007~2011 | 탈당                |
|           | 시민통합당     | 2011      | 창당 정계 입문      |
|           | 민주통합당     | 2011~2013 | 합당                |
|           | 민주당         | 2013~2014 | 당명 변경           |
|           | 새정치민주연합 | 2014~2015 | 합당                |
|           | 더불어민주당   | 2015~현재 | 당명 변경 정계 은퇴 |

## 가족 관계
- 조부: 문정기(文廷夔, 1882년 ~ ?)
- 조모: 신안 주씨(新安朱氏)
- 아버지: 문용형(文龍炯, 1920년 ~ 1978년)
- 어머니: 강한옥(1928년 ~ 2019년)
  - 누나: 문재월 (1949년 ~)
  - 배우자: 김정숙(1954년 ~)
    - 아들: 문준용(1982년 ~)
    - 딸: 문다혜(1983년 ~)

  - 여동생: 문재성(1955년 ~)
  - 여동생: 문재실(1957년 ~)
  - 남동생: 문재익(文在益, 1958년 ~)

## 방송 출연

### TV
- KBS1 《KBS 뉴스 9》(1987년 11월, 1991년 11월 10일)
- MBC 《PD수첩》 (1991년 4월 2일)
- KBS1 《대통령 당선자 다큐멘터리》 (2002년 12월 20일)
- SBS 《대통령을 만든 사람들》 (2002년 12월 20일)
- MBC 《노무현 대통령 서거 특집 - 파란만장 63년》 (2009년 5월 23일)
- MBC 《MBC 스페셜 - 노무현이라는 사람》 (2009년 7월 10일)
- CBS 《이종훈의 뉴스쇼》 (2010년 5월 22일)
- MBC 《다큐 그 날 - 봉하마을의 그 날》 (2011년 5월 24일)
- MBC 《시사매거진 2580》 (2011년 8월 7일)
- SBS 《힐링캠프》 (2012년 1월 9일)
- MBC 《100분 토론 - 민주통합당 경선후보 4인 합동토론》 (2012년 8월 28일)
- JTBC 《썰전》 (2017년 2월 9일)
- SBS 《대선주자 국민면접》 (2017년 2월 13일)
- 채널A 《외부자들》 (2017년 3월 7일)
- KBS1 《문재인 정부 2년 특집대담 대통령에게 묻는다》(2019년 5월 9일)
- KBS1 《대통령 국민과의 대화 일상으로》(2021년 11월 21일)
- JTBC 《대담 - 문재인의 5년》(2022년 4월 25일~4월 26일)

### 라디오
- CBS FM 《시사자키 양병삼입니다》 (2009년 10월 15일)
- MBC 표준FM 《손석희의 시선집중》 (2011년 4월 20일)
- MBC 표준FM 《손석희의 시선집중》 (2011년 9월 6일)

### 다큐멘터리
- 《노무현입니다》(2017)

## 문재인 관련 영화
- 《문재인입니다》(2023)

## 광고
- 2017년, 2018년 문화체육관광부 2018 평창동계올림픽 광고

## 수상
- 1983년 대한민국 법무부장관상
- 2014년 제16회 백봉신사상
- 2015년 제17회 백봉신사상
- 2017년 대서양협의회 세계시민상
- 2018년 미국 타임지 선정 '세계에서 가장 영향력 있는 인물 100인' 지도자부문
- 2018년 포춘(Fortune)이 선정한 '세계에서 가장 위대한 지도자 50인’ 중 4위[195]
- 2022년 대한민국 무궁화대훈장

## 같이 보기
- 문재인 정부
- 시민통합당
- 민주통합당
- 새정치민주연합
- 더불어민주당
- 노무현
- 이명박
- 박근혜
- 이해찬
- 홍준표
- 안철수
- 유승민
- 심상정
- 박원순
- 이재명
- 이낙연
- 정세균
- 김부겸
- 추미애
- 조국
- 김동연
- 윤석열
- 안희정
- 김경수
- 박근혜 탄핵
- 노무현 정부
- 부산 사상구의 국회의원
- 사상구 (선거구)
- 대한민국의 대통령비서실 수석비서관
- 대한민국의 대통령비서실장
- 대한민국 제19대 국회의원 선거
- 대한민국 제18대 대통령 선거
- 대한민국 제19대 대통령 선거